# Neale Lavis
Neale John Lavis (11 juni 1930 – 7 oktober 2019) was een Australisch ruiter. Hij nam als ruiter deel aan eventing. Tijdens de Olympische Zomerspelen 1960 won hij in de landenwedstrijd de gouden medaille en individueel de zilveren medaille achter zijn landgenoot Lawrence Morgan. Vier jaar later in Tokio werd Morgan zevende individueel.

## Resultaten
- Olympische Zomerspelen 1960 in Rome  individueel eventing met Mirrabooka
- Olympische Zomerspelen 1960 in Rome  landenwedstrijd eventing met Mirrabooka
- Olympische Zomerspelen 1964 in Tokio 7e individueel eventing met Mirrabooka
- Olympische Zomerspelen 1964 in Tokio uitgevallen landenwedstrijd eventing met Mirrabooka

1912: Nordlander, Adlercreutz, Casparsson,  Horn af Åminne ·
1920: Mörner, Lundström, von Braun,  Dyrsch ·
1924: Van der Voort van Zijp, Pahud de Mortanges, De Kruijff,  Colenbrander ·
1928: Pahud de Mortanges, De Kruijff, Van der Voort van Zijp ·
1932: Thomson, Chamberlin, Argo ·
1936: Stubbendorf, Lippert, von Wangenheim ·
1948: Henry, Anderson, Thomson ·
1952: von Blixen-Finecke, Stahre, Frölén ·
1956: Weldon, Rook, Hill ·
1960: Morgan, Lavis, Roycroft ·
1964: Checcoli, Angioni, Ravano ·
1968: Allhusen, Meade, Jones ·
1972: Meade, Gordon-Watson, Parker, Phillips ·
1976: Coffin, Plumb, Davidson, Tauskey ·
1980: Blinov, Salnikov, Volkov, Rogosjin ·
1984: Plumb, Stives, Fleischmann, Davidson ·
1988: Erhorn, Baumann, Kaspareit, Ehrenbrink ·
1992: Green, Rolton, Hoy, Ryan ·
1996: Schaeffer, Rolton, Hoy, Dutton ·
2000: Dutton, Hoy, Tinney, Ryan ·
2004: Boiteau, Lyard, Courrèges, Teulère, Touzaint ·
2008: Thomsen, Ostholt, Dibowski, Klimke, Romeike ·
2012: Auffarth, Jung, Klimke, Schrade, Thomsen ·
2016: Laghouag, Lemoine, Nicolas, Vallette ·
2020: Collett, McEwen, Townend ·
2024: Canter, Collett, McEwen